# Aeroporto di Aquisgrana-Merzbrück
L'Aeroporto di Aquisgrana-Merzbrück, o anche solamente Aeroporto di Merzbrück, (IATA: AAH, ICAO: EDKA) è un aeroporto tedesco situato nei pressi della località di Merzbrück, da cui prende il nome, vicino a Würselen, parte della Regione urbana di Aquisgrana, e a nord-est del capoluogo Aquisgrana.
La struttura è posta all'altitudine di 190 m s.l.m. (623 ft), costituita da un fabbricato servizi dotato di hangar, una torre di controllo e da una pista con superficie in asfalto e orientamento 08/26, lunga 520 m e larga 20 m (1 706 x 66 ft).
L'aeroporto, gestito da Flugplatz Aachen-Merzbrück GmbH, è aperto al traffico dell'aviazione generale.
Pur limitando le operazioni ai voli turistici, l'aeroporto in passato ebbe importanza strategica come sede, durante la seconda guerra mondiale, del Sturzkampfgeschwader 77 (StG 77), reparto della Luftwaffe equipaggiato con bombardieri a tuffo Junkers Ju 87 "Stuka" e cacciabombardieri Focke-Wulf Fw 190.